# Uwolnić orkę

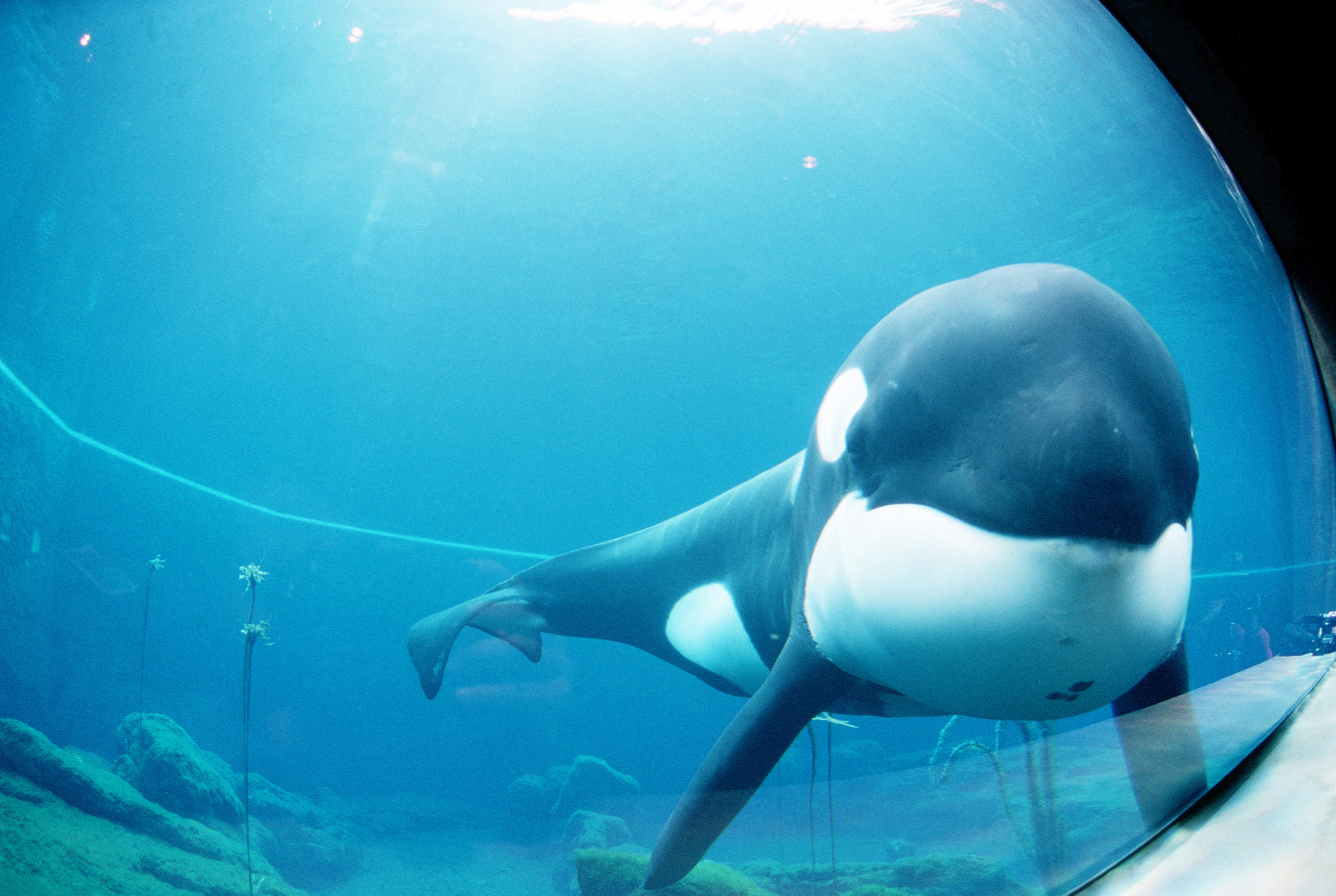
Orka Keiko - "Willy", grudzień 1998

Uwolnić orkę (ang. Free Willy) – amerykański film familijny z 1993 roku w reżyserii Simona Wincera.
Jego kontynuacjami były: telewizyjny serial animowany Free Willy z 1994, Uwolnić orkę 2 (ang. Free Willy 2: The Adventure Home) z 1995, Uwolnić orkę 3 (ang. Free Willy 3: The Rescue) z 1997 i wydany na wideo film Uwolnić orkę 4: Ucieczka z Zatoki Piratów (ang. Free Willy: Escape from Pirate's Cove) z 2010.
Premiera filmu w Cartoon Network odbyła się 25 grudnia 2012 roku o godz. 09:05 w ramach Świątecznego Kina Cartoon Network.

## Obsada
- Keiko – orka "Willy",
- Jason James Richter – Jesse,
- Lori Petty – Rae Lindlay,
- Jayne Atkinson – Annie Greenwood,
- August Schellenberg – Randolph Johnson,
- Michael Ironside – Dial,
- Richard Riehle – Wade,
- Michael Bacall – Perry,
- Danielle Harris – Gwenie,
- Isaiah Malone – Vector,
- Michael Madsen – Glen Greenwood,
- Mykelti Williamson – Dwight Mercer,

i inni.

## Wersja polska
Wersja polska: Master Film,

Reżyseria: Henryka Biedrzycka,

Dialogi: Krystyna Uniechowska-Dembińska,

Dźwięk: Dorota Błaszczak,

Montaż: Agnieszka Kołodziejczyk,

Kierownictwo produkcji: Romuald Cieślak.

Udział wzięli:
- Norbert Jonak − Jesse,
- Katarzyna Tatarak − Rae Lindlay,
- Dariusz Odija − Randolph Johnson,
- Piotr Zelt − Glen Greenwood,
- Renata Dobrowolska − Annie Greenwood,
- Janusz Wituch − Dwight Mercer,

oraz
- Jarosław Boberek,
- Piotr Wyszomirski,
- Leszek Abrahamowicz,
- Robert Czebotar,
- Jacek Sołtysiak,

i inni.